# قره‌پیریم‌لی (گران‌بوی)
قره‌پیریم‌لی (به لاتین: Qarapirimli) یک منطقه مسکونی در جمهوری آذربایجان است که در شهرستان گران‌بوی واقع شده است. قره‌پیریم‌لی ۳۰۳ نفر جمعیت دارد.